# Élections législatives de 2007 dans le Finistère
Les élections législatives françaises de 2007 se déroulent les 10 juin 2007 et 17 juin 2007. Dans le département du Finistère, huit députés sont à élire dans le cadre de huit circonscriptions.

## Élus
| Circonscription | Député sortant     | Parti | Parti | Député élu ou réélu | Parti | Parti |
| --------------- | ------------------ | ----- | ----- | ------------------- | ----- | ----- |
| 1re             | Marcelle Ramonet   |       | UMP   | Jean-Jacques Urvoas |       | PS    |
| 2e              | Patricia Adam      |       | PS    | Patricia Adam       |       | PS    |
| 3e              | Marguerite Lamour  |       | UMP   | Marguerite Lamour   |       | UMP   |
| 4e              | Marylise Lebranchu |       | PS    | Marylise Lebranchu  |       | PS    |
| 5e              | Jacques Le Guen    |       | UMP   | Jacques Le Guen     |       | UMP   |
| 6e              | Christian Ménard   |       | UMP   | Christian Ménard    |       | UMP   |
| 7e              | Hélène Tanguy      |       | UMP   | Annick Le Loch      |       | PS    |
| 8e              | Gilbert Le Bris    |       | PS    | Gilbert Le Bris     |       | PS    |

## Résultats

### Résultats à l'échelle du département
| Parti                                         | Parti                                   | Premier tour | Premier tour | Second tour | Second tour | Sièges |
| Parti                                         | Parti                                   | Voix         | %            | Voix        | %           | Sièges |
| --------------------------------------------- | --------------------------------------- | ------------ | ------------ | ----------- | ----------- | ------ |
|                                               | Union pour un mouvement populaire       | 172 526      | 39,72        | 212 495     | 49,01       | 3      |
|                                               | Mouvement pour la France                | 4 397        | 1,01         |             |             | 0      |
|                                               | Majorité présidentielle                 | 176 923      | 40,73        | 212 495     | 49,01       | 3      |
|                                               |                                         |              |              |             |             |        |
|                                               | Parti socialiste                        | 140 150      | 32,27        | 221 068     | 50,99       | 5      |
|                                               | Les Verts                               | 17 875       | 4,12         |             |             | 0      |
|                                               | Parti communiste français               | 9 004        | 2,07         | 0           |             |        |
|                                               | Divers gauche                           | 7 393        | 1,70         | 0           |             |        |
|                                               | Gauche parlementaire                    | 174 422      | 40,16        | 221 068     | 50,99       | 5      |
|                                               |                                         |              |              |             |             |        |
|                                               | UDF–Mouvement démocrate                 | 46 597       | 10,73        |             |             | 0      |
|                                               | Extrême gauche dont LCR, LO, SÉGA et PT | 20 223       | 4,66         | 0           |             |        |
|                                               | Front national                          | 8 427        | 1,94         | 0           |             |        |
|                                               | Divers                                  | 4 563        | 1,05         | 0           |             |        |
|                                               | Divers écologiste dont LT-LNÉ et GÉ     | 3 204        | 0,74         | 0           |             |        |
|                                               |                                         |              |              |             |             |        |
| Inscrits                                      | Inscrits                                | 669 618      | 100,00       | 669 587     | 100,00      | 8      |
| Abstentions                                   | Abstentions                             | 229 228      | 34,23        | 225 396     | 33,66       |        |
| Votants                                       | Votants                                 | 440 390      | 65,77        | 444 191     | 66,34       |        |
| Blancs et nuls                                | Blancs et nuls                          | 6 031        | 1,37         | 10 628      | 2,39        |        |
| Exprimés                                      | Exprimés                                | 434 359      | 98,63        | 433 563     | 97,61       |        |
| Source : Ministère de l'Intérieur - Finistère |                                         |              |              |             |             |        |

### Résultats par circonscription

#### Première circonscription (Quimper)
| Candidat       | Candidat                  | Parti          | Premier tour | Premier tour | Second tour | Second tour |  |
| Candidat       | Candidat                  | Parti          | Voix         | %            | Voix        | %           |  |
| -------------- | ------------------------- | -------------- | ------------ | ------------ | ----------- | ----------- |  |
|                | Marcelle Ramonet sortante | UMP            | 23 200       | 40,94        | 27 122      | 47,87       |  |
|                | Jean-Jacques Urvoas élu   | PS             | 16 922       | 29,86        | 29 539      | 52,13       |  |
|                | Daniel Le Bigot           | Les Verts      | 5 735        | 10,12        |             |             |  |
|                | Isabelle Le Bal           | UDF–MoDem      | 5 567        | 9,82         |             |             |  |
|                | Janine Carrasco           | LCR            | 1 592        | 2,81         |             |             |  |
|                | Yvonne Rainero            | PCF            | 1 304        | 2,3          |             |             |  |
|                | Xavier Deghilage          | FN             | 987          | 1,74         |             |             |  |
|                | Alain-Pierre Rousseau     | MPF            | 438          | 0,77         |             |             |  |
|                | Gilles Messaoudi          | Divers         | 430          | 0,76         |             |             |  |
|                | Serge Hardy               | LO             | 325          | 0,29         |             |             |  |
|                | Didier Marzin             | MNR            | 165          | 0,29         |             |             |  |
|                |                           |                |              |              |             |             |  |
| Inscrits       | Inscrits                  | Inscrits       | 84 724       | 100,00       | 84 715      | 100,00      |  |
| Abstentions    | Abstentions               | Abstentions    | 27 322       | 32,25        | 26 765      | 31,59       |  |
| Votants        | Votants                   | Votants        | 57 402       | 67,75        | 57 950      | 68,41       |  |
| Blancs et nuls | Blancs et nuls            | Blancs et nuls | 737          | 1,28         | 1 289       | 2,22        |  |
| Exprimés       | Exprimés                  | Exprimés       | 56 665       | 98,72        | 56 661      | 97,78       |  |

#### Deuxième circonscription (Brest-Ville)
| Candidat       | Candidat                      | Parti          | Premier tour | Premier tour | Second tour | Second tour |  |
| Candidat       | Candidat                      | Parti          | Voix         | %            | Voix        | %           |  |
| -------------- | ----------------------------- | -------------- | ------------ | ------------ | ----------- | ----------- |  |
|                | Patricia Adam sortante réélue | PS             | 15 653       | 36,77        | 23 681      | 55,51       |  |
|                | Jean-Yves Le Borgne           | UMP            | 14 710       | 34,56        | 18 980      | 44,49       |  |
|                | Yves Pagès                    | UDF–MoDem      | 4 633        | 10,88        |             |             |  |
|                | Patrick Appéré                | SÉGA           | 1 438        | 3,38         |             |             |  |
|                | Marif Loussouarn              | Les Verts      | 1 324        | 3,11         |             |             |  |
|                | André Garçon                  | LCR            | 1 121        | 2,63         |             |             |  |
|                | Gaëlle Abilly                 | PCF            | 1 060        | 2,49         |             |             |  |
|                | Madeleine Fabre               | FN             | 808          | 1,9          |             |             |  |
|                | Sandrine Bretaud              | MPF            | 573          | 1,35         |             |             |  |
|                | Frédérique Le Nédellec        | UDB            | 531          | 1,25         |             |             |  |
|                | Stéphane Ascoët               | LT-LNÉ         | 408          | 0,96         |             |             |  |
|                | André Cherblanc               | LO             | 178          | 0,42         |             |             |  |
|                | Roger Calvez                  | PT             | 132          | 0,31         |             |             |  |
|                |                               |                |              |              |             |             |  |
| Inscrits       | Inscrits                      | Inscrits       | 71 219       | 100,00       | 71 219      | 100,00      |  |
| Abstentions    | Abstentions                   | Abstentions    | 28 000       | 39,32        | 27 525      | 38,65       |  |
| Votants        | Votants                       | Votants        | 43 219       | 60,68        | 43 694      | 61,35       |  |
| Blancs et nuls | Blancs et nuls                | Blancs et nuls | 650          | 1,5          | 1 033       | 2,36        |  |
| Exprimés       | Exprimés                      | Exprimés       | 42 569       | 98,5         | 42 661      | 97,64       |  |

#### Troisième circonscription (Brest-Rural)
| Candidat       | Candidat                          | Parti          | Premier tour | Premier tour | Second tour | Second tour |  |
| Candidat       | Candidat                          | Parti          | Voix         | %            | Voix        | %           |  |
| -------------- | --------------------------------- | -------------- | ------------ | ------------ | ----------- | ----------- |  |
|                | Marguerite Lamour sortante réélue | UMP            | 25 189       | 42,7         | 30 490      | 52,37       |  |
|                | François Cuillandre               | PS             | 19 102       | 32,38        | 27 728      | 47,63       |  |
|                | Laurent Merer                     | UDF–MoDem      | 6 827        | 11,57        |             |             |  |
|                | Jean Augereau                     | Les Verts      | 2 449        | 4,15         |             |             |  |
|                | Erwan Quélennec                   | LCR            | 1 616        | 2,74         |             |             |  |
|                | Véronique Rémond                  | FN             | 1 141        | 1,93         |             |             |  |
|                | Catherine Couturier               | SÉGA           | 936          | 1,59         |             |             |  |
|                | Murielle Dubreule                 | PCF            | 691          | 1,17         |             |             |  |
|                | Sophie Mével                      | MPF            | 650          | 1,1          |             |             |  |
|                | Jacques Piro                      | LO             | 386          | 0,65         |             |             |  |
|                |                                   |                |              |              |             |             |  |
| Inscrits       | Inscrits                          | Inscrits       | 92 511       | 100,00       | 92 507      | 100,00      |  |
| Abstentions    | Abstentions                       | Abstentions    | 32 758       | 35,41        | 32 924      | 35,59       |  |
| Votants        | Votants                           | Votants        | 59 753       | 64,59        | 59 583      | 64,41       |  |
| Blancs et nuls | Blancs et nuls                    | Blancs et nuls | 766          | 1,28         | 1 365       | 2,29        |  |
| Exprimés       | Exprimés                          | Exprimés       | 58 987       | 98,72        | 58 218      | 97,71       |  |

#### Quatrième circonscription (Morlaix)
| Candidat       | Candidat                           | Parti           | Premier tour | Premier tour | Second tour | Second tour |  |
| Candidat       | Candidat                           | Parti           | Voix         | %            | Voix        | %           |  |
| -------------- | ---------------------------------- | --------------- | ------------ | ------------ | ----------- | ----------- |  |
|                | Marylise Lebranchu sortante réélue | PS              | 21 494       | 40,16        | 29 833      | 54,38       |  |
|                | Gilles Caroff                      | UMP             | 19 428       | 36,3         | 25 023      | 45,62       |  |
|                | Jocelyn Joncour                    | UDF–MoDem       | 5 021        | 9,38         |             |             |  |
|                | Christine Prigent-Guiziou          | UDB (Les Verts) | 2 059        | 3,85         |             |             |  |
|                | Anne- Marie Gentric                | LCR             | 1 373        | 2,57         |             |             |  |
|                | François Bourven                   | PCF             | 1 220        | 2,28         |             |             |  |
|                | Francine Remacle                   | FN              | 932          | 1,74         |             |             |  |
|                | Stéphane Métayer                   | GÉ              | 585          | 1,09         |             |             |  |
|                | Yvon Rogard                        | MPF             | 564          | 1,05         |             |             |  |
|                | Alice Roudaut                      | LO              | 453          | 0,85         |             |             |  |
|                | Jean-Hugues Plougonven             | Divers          | 388          | 0,73         |             |             |  |
|                |                                    |                 |              |              |             |             |  |
| Inscrits       | Inscrits                           | Inscrits        | 82 373       | 100,00       | 82 375      | 100,00      |  |
| Abstentions    | Abstentions                        | Abstentions     | 28 111       | 34,13        | 26 176      | 31,78       |  |
| Votants        | Votants                            | Votants         | 54 262       | 65,87        | 56 199      | 68,22       |  |
| Blancs et nuls | Blancs et nuls                     | Blancs et nuls  | 745          | 1,37         | 1 343       | 2,39        |  |
| Exprimés       | Exprimés                           | Exprimés        | 53 517       | 98,63        | 54 856      | 97,61       |  |

#### Cinquième circonscription (Landerneau)
| Candidat       | Candidat                      | Parti          | Premier tour | Premier tour | Second tour | Second tour |  |
| Candidat       | Candidat                      | Parti          | Voix         | %            | Voix        | %           |  |
| -------------- | ----------------------------- | -------------- | ------------ | ------------ | ----------- | ----------- |  |
|                | Jacques Le Guen sortant réélu | UMP            | 28 001       | 49,08        | 29 760      | 54,8        |  |
|                | Chantal Guittet               | PS             | 16 026       | 28,09        | 24 549      | 45,2        |  |
|                | Emmanuel Morucci              | UDF–MoDem      | 5 026        | 8,81         |             |             |  |
|                | Christophe Winckler           | Les Verts      | 2 572        | 4,51         |             |             |  |
|                | Yannick Hervé                 | SÉGA           | 2 164        | 3,79         |             |             |  |
|                | Alain Fabre                   | FN             | 1 013        | 1,78         |             |             |  |
|                | Jean Chevalier                | PCF            | 1 005        | 1,76         |             |             |  |
|                | Jean-Marie Keroas             | MPF            | 692          | 1,21         |             |             |  |
|                | Françoise Chauveau            | LO             | 556          | 0,97         |             |             |  |
|                |                               |                |              |              |             |             |  |
| Inscrits       | Inscrits                      | Inscrits       | 88 793       | 100,00       | 88 792      | 100,00      |  |
| Abstentions    | Abstentions                   | Abstentions    | 31 080       | 35           | 33 428      | 37,65       |  |
| Votants        | Votants                       | Votants        | 57 713       | 65           | 55 364      | 62,35       |  |
| Blancs et nuls | Blancs et nuls                | Blancs et nuls | 658          | 1,14         | 1 055       | 1,91        |  |
| Exprimés       | Exprimés                      | Exprimés       | 57 055       | 98,86        | 54 309      | 98,09       |  |

#### Sixième circonscription (Châteaulin)
| Candidat       | Candidat                       | Parti          | Premier tour | Premier tour | Second tour | Second tour |  |
| Candidat       | Candidat                       | Parti          | Voix         | %            | Voix        | %           |  |
| -------------- | ------------------------------ | -------------- | ------------ | ------------ | ----------- | ----------- |  |
|                | Christian Ménard sortant réélu | UMP            | 24 659       | 41,39        | 29 903      | 50,19       |  |
|                | Richard Ferrand                | PS             | 15 050       | 25,26        | 29 673      | 49,81       |  |
|                | Christian Troadec              | Divers gauche  | 7 393        | 12,41        |             |             |  |
|                | Catherine Le Moan              | UDF–MoDem      | 5 224        | 8,77         |             |             |  |
|                | Matthieu Guillemot             | LCR            | 2 208        | 3,71         |             |             |  |
|                | Danielle Lemoine               | GÉ             | 1 216        | 2,04         |             |             |  |
|                | Marie-Anne Haas                | FN             | 1 173        | 1,97         |             |             |  |
|                | Corinne Nicole                 | PCF            | 1 081        | 1,81         |             |             |  |
|                | Jean-Yves Quéinnec             | Divers         | 522          | 0,88         |             |             |  |
|                | Élisabeth Donnardieu           | MPF            | 478          | 0,8          |             |             |  |
|                | Élisabeth Guillou-Piro         | LO             | 390          | 0,65         |             |             |  |
|                | Philippe Milliau               | MNR            | 190          | 0,32         |             |             |  |
|                |                                |                |              |              |             |             |  |
| Inscrits       | Inscrits                       | Inscrits       | 88 705       | 100,00       | 88 693      | 100,00      |  |
| Abstentions    | Abstentions                    | Abstentions    | 28 271       | 31,87        | 27 567      | 31,08       |  |
| Votants        | Votants                        | Votants        | 60 434       | 68,13        | 61 126      | 68,92       |  |
| Blancs et nuls | Blancs et nuls                 | Blancs et nuls | 850          | 1,41         | 1 550       | 2,54        |  |
| Exprimés       | Exprimés                       | Exprimés       | 59 584       | 98,59        | 59 576      | 97,46       |  |

#### Septième circonscription (Douarnenez - Pont-L'Abbé)
| Candidat       | Candidat               | Parti          | Premier tour | Premier tour | Second tour | Second tour |  |
| Candidat       | Candidat               | Parti          | Voix         | %            | Voix        | %           |  |
| -------------- | ---------------------- | -------------- | ------------ | ------------ | ----------- | ----------- |  |
|                | Hélène Tanguy sortante | UMP            | 19 242       | 36,33        | 25 970      | 48,99       |  |
|                | Annick Le Loch élue    | PS             | 17 020       | 32,13        | 27 042      | 51,01       |  |
|                | Michel Canévet         | UDF–MoDem      | 10 333       | 19,51        |             |             |  |
|                | Louis Guirriec         | PCF            | 2 224        | 4,2          |             |             |  |
|                | Élisabeth Hascoet      | Les Verts      | 2 158        | 4,07         |             |             |  |
|                | Renan Haas             | FN             | 1 051        | 1,98         |             |             |  |
|                | Serge Defrance         | LO             | 506          | 0,96         |             |             |  |
|                | René-Jean Jouanno      | Divers         | 433          | 0,82         |             |             |  |
|                |                        |                |              |              |             |             |  |
| Inscrits       | Inscrits               | Inscrits       | 79 288       | 100,00       | 79 285      | 100,00      |  |
| Abstentions    | Abstentions            | Abstentions    | 25 650       | 32,35        | 24 971      | 31,5        |  |
| Votants        | Votants                | Votants        | 53 638       | 67,65        | 54 314      | 68,5        |  |
| Blancs et nuls | Blancs et nuls         | Blancs et nuls | 671          | 1,25         | 1 302       | 2,4         |  |
| Exprimés       | Exprimés               | Exprimés       | 52 967       | 98,75        | 53 012      | 97,6        |  |

#### Huitième circonscription (Concarneau - Quimperlé)
| Candidat       | Candidat                      | Parti           | Premier tour | Premier tour | Second tour | Second tour |  |
| Candidat       | Candidat                      | Parti           | Voix         | %            | Voix        | %           |  |
| -------------- | ----------------------------- | --------------- | ------------ | ------------ | ----------- | ----------- |  |
|                | Gilbert Le Bris sortant réélu | PS              | 18 883       | 35,62        | 29 023      | 53,48       |  |
|                | Jeanne-Yvonne Triché          | UMP             | 18 097       | 34,14        | 25 247      | 46,52       |  |
|                | Catherine Tanguy-Gallen       | UDF–MoDem       | 3 966        | 7,48         |             |             |  |
|                | Éric Le Bour                  | SÉGA            | 2 774        | 5,23         |             |             |  |
|                | Fabrice Le Danvic             | LCR             | 1 671        | 3,15         |             |             |  |
|                | Fanny Chauffin                | UDB (Les Verts) | 1 578        | 2,98         |             |             |  |
|                | Georges Blanche               | FN              | 1 322        | 2,49         |             |             |  |
|                | Solange Tanavelle             | MPF             | 1 002        | 1,89         |             |             |  |
|                | Rolland Dufleit               | GÉ              | 995          | 1,88         |             |             |  |
|                | Guy Flégéo                    | Divers          | 968          | 1,83         |             |             |  |
|                | Gérard Le Bris                | CPNT            | 936          | 1,77         |             |             |  |
|                | Louis-Daniel Gourmelen        | PCF             | 419          | 0,79         |             |             |  |
|                | Annick Coatéval               | LO              | 404          | 0,76         |             |             |  |
|                |                               |                 |              |              |             |             |  |
| Inscrits       | Inscrits                      | Inscrits        | 82 005       | 100,00       | 82 001      | 100,00      |  |
| Abstentions    | Abstentions                   | Abstentions     | 28 036       | 34,19        | 26 040      | 31,76       |  |
| Votants        | Votants                       | Votants         | 53 969       | 65,81        | 55 961      | 68,24       |  |
| Blancs et nuls | Blancs et nuls                | Blancs et nuls  | 954          | 1,77         | 1 691       | 3,02        |  |
| Exprimés       | Exprimés                      | Exprimés        | 53 015       | 98,23        | 54 270      | 96,98       |  |